# Операция «Эпсилон»
Операция «Эпсилон» (англ. Operation Epsilon) — кодовое название операции, в которой союзными войсками в конце Второй мировой войны были задержаны десять немецких учёных, которые работали над ядерным оружием в нацистской Германии. Учёные были захвачены между 1 мая и 30 июня 1945 года и перевезены в Фарм-Холл, начинённое прослушивающими устройствами здание в Годманчестере (близ Кембриджа, Англия). Содержались они там с 3 июля 1945 года по 3 января 1946 года с целью определить, насколько близки были немцы к созданию атомной бомбы.

## Список немецких учёных
Немецкие учёные, которые были схвачены в ходе операции «Эпсилон».
- Эрих Багге
- Курт Дибнер
- Вальтер Герлах
- Отто Ган
- Пауль Хартек
- Вернер Гейзенберг
- Хорст Коршинг
- Макс фон Лауэ
- Карл Фридрих фон Вайцзеккер
- Карл Вирц

## Стенографическая запись из разговора учёных
Результаты стенограммы оказались безрезультатными. 6 июля микрофон записал следующий разговор между Вернером Гейзенбергом и Куртом Дибнером, оба из которых работали на немецком ядерном проекте:
Дибнер: «Интересно, установлены ли здесь микрофоны?»
Гейзенберг: «Установлены ли здесь микрофоны (смеётся)? О нет, они не настолько сообразительны. Я не думаю, что им известны настоящие методы гестапо, они немного старомодны в этом отношении».
Все учёные были потрясены, когда по радио сообщили об атомной бомбардировке Хиросимы 6 августа 1945 года. Запись стенограммы, по-видимому, указывает на то, что физики, в частности, Гейзенберг, были в шоке, когда узнали, что американцы применили атомную бомбу. После атомной бомбардировки ученые задавали себе вопрос, почему Германия не смогла первой изобрести атомную бомбу. Некоторые учёные выразили своё мнение, что они были счастливы, что они не смогли создать атомную бомбу для нацистской Германии. Отто Ган, один из тех, кто был благодарен, что Германия не построила атомную бомбу, упрекал тех, кто работал в немецком проекте, говоря: «Если у американцев будет урановая бомба, то вы все окажетесь посредственностями».

## Итог
Стенограммы первоначально были отправлены на доклад британским военным офицерам, затем их отправили в военное ведомство США, где их в конечном счёте и представил генерал Лесли Гровс, руководитель Манхэттенского проекта, в рамках операции Alsos. В феврале 1992 года они были рассекречены и опубликованы.